# Дугоњиве
Дугоњиве (Дуге Њиве) је насеље у општини Клина, Пећки округ, Косову и Метохији, Република Србија. Смештено је на реци Бистрици, девет километара југозападно од саме Клине.

## Српско становништво у Дугоњивама
У насељу је пре НАТО агресије на СРЈ 1999. године живело је 35 српских породица, са око 235 чланова. Повратак расељених у село Дугоњиве десио се средином октобра месеца 2010. године, када се на повратак одлучило 12 српских породица. Међу повратницима су породице Рашковић, Томић, Пантић и Сташић, углавном старије особе, док се млађе особе, теже одлучују на овај корак. Прави разлог за повратак је искључиво финансијске природе, јер се по причи садашњих повратника тешко живи, тренутно су без икаквих примања и социјалне помоћи, једва преживљавају. Село није повезано са енклавом и његови становници су искључиво везани за село Видање.

## Демографија
| Демографија | Демографија | Демографија |
| Година      | Становника  | Становника  |
| ----------- | ----------- | ----------- |
| 1948.       | 403         |             |
| 1953.       | 402         |             |
| 1961.       | 470         |             |
| 1971.       | 554         |             |
| 1981.       | 613         |             |
| 1991.       | 698         |             |